# Sargus
Sargus (Diplodus sargus) – gatunek morskiej ryby z rodziny prażmowatych (Sparidae).

## Zasięg występowania
Wschodni Atlantyk od Zatoki Biskajskiej po RPA oraz Morze Czarne i Morze Śródziemne.
Występuje w wodach przybrzeżnych do głębokości 50 m.

## Charakterystyka
Na bokach 7–8 wąskich, ciemnych, poprzecznych pręg. Na trzonie ogona duża, ciemna plama. Płetwa ogonowa ciemno obrzeżona, płetwy brzuszna szare.
Dorasta do 45 cm długości i 1,87 kg masy ciała.